# Maurice Guillaume (musicien)
 (juin 2021).
Ne doit pas être confondu avec Maurice Guillaume (militaire).
Maurice Guillaume est un musicien belge, organiste et compositeur, né le 5 février 1899 à Mazy et mort à Fosses-la-Ville, le 5 mars 1983.

## Biographie
Maurice Guillaume, é le 5 février 1899 à Mazy (province de Namur), est le fils d'Andrien Guillaume, artisan menuisier, et de Joséphine Drion. Dans ses temps libres, son père dirige la fanfare locale.   
Enfant, il étudie le piano et l'harmonie au Conservatoire de Namur, avant de travailler l'orgue avec Auguste Verrees, organiste de la cathédrale Saint-Aubain de Namur.  
Bien que destiné au métier d'architecte, il oriente sa carrière vers la musique. 
Il entre au Conservatoire royal de Bruxelles où il obtient plusieurs récompenses : contrepoint (1922), fugue (1923), orgue (1924), diplôme de Virtuosité et Médaille du Gouvernement (pour l'orgue, en 1927). Il approfondit ensuite la composition et l'orchestration avec Joseph Jongen qui dira de lui : « Monsieur Guillaume est un maître. Il ne doit pas craindre la comparaison avec les grands noms de l'orgue belge ».
Ses compétences le désignent aux fonctions les plus élevées. Mais, humble et discret, il demeure toute sa vie profondément attaché à la région de Charleroi, dans laquelle il développe l'essentiel de ses activités.
Titulaire en 1920 de l'orgue de l'église Saint-Sulpice à Jumet (construit en 1841 par Hippolyte Loret), il dispense des leçons de piano. C'est ainsi qu'il rencontre son épouse, Marguerite Gonsette (également harpiste). Il se marie avec elle en juin 1924 à Gosselies.
Quelques années plus tard, en 1930, lors d'un voyage à l'île d'Ouessant, il rencontre le compositeur et organiste français Charles Tournemire. S'ensuit une vive amitié assortie de nombreux contacts. L'empreinte du successeur de César Franck sera indélébile, tant aux plans de l'orgue, de l'écriture que de l'inspiration musicale.
En 1942, Maurice Guillaume accède au titulariat de l'orgue de l'église des Saints-Pierre-et-Paul à Châtelet (près de Charleroi), où un instrument neuf de 44 jeux vient d'être installé par Maurice Delmotte. Durant une quarantaine d'années, c'est à cette tribune qu'il donne la pleine mesure de son talent. 

En mars 1947, se tient un festival Maurice Guillaume à l'hôtel de ville de Charleroi où ses œuvres sont interprétées par des artistes de renommée internationale. Tant en Belgique qu'en France, il donne de nombreux concerts et participe à des inaugurations d'orgues. Citons, en particulier, celle de la collégiale Sainte-Waudru à Mons (1952) en présence de la reine Élisabeth. 

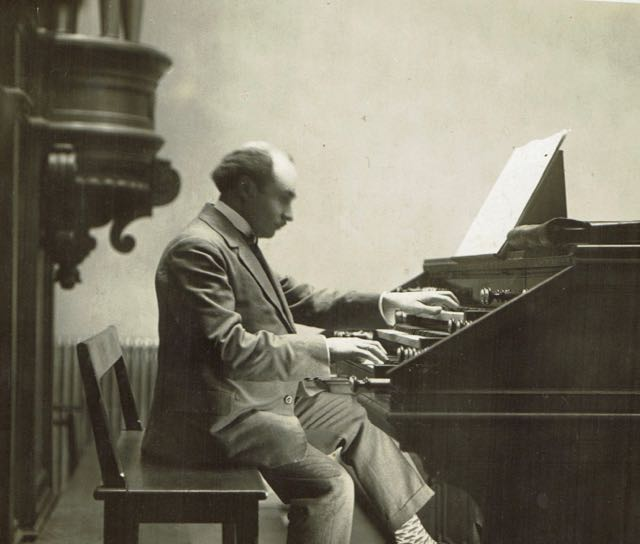
Maurice Guillaume aux claviers de l'orgue Cavaillé-Coll du Conservatoire royal de Bruxelles (1927).

À côté des maîtres classiques, il interprète les grandes pages contemporaines de son temps, en particulier Tournemire, Langlais et Messiaen (il sera pionnier en ce domaine, en Belgique). 
Professeur, il forme un grand nombre d'élèves, tout en enseignant la musique aux enfants chez les Jésuites au Collège du Sacré-Cœur de Charleroi et à l'Académie de Musique de Châtelet (qui, désormais, porte son nom).
Ses compétences l'amènent à siéger aux jurys de nombreuses académies, conservatoires royaux (Bruxelles, Liège et Mons) et à l'École Saint-Grégoire (Tournai).
Délégué par le diocèse de Tournai, il sera rapporteur à la Conférence Internationale de Musique Sacrée, en 1950 à Rome (où il prononce une communication sur l'œuvre de Jean-Sébastien Bach).
En 1969, il sera l'un des membres fondateurs de l'IMEP à Namur (Institut de Musique d'Église et de Pédagogie).
Objet d'une tardive reconnaissance officielle, Maurice Guillaume abandonne peu à peu ses activités musicales au cours des dernières années de sa vie.
Il décède à Fosses-la-Ville le 5 mars 1983.

## Œuvre
L'œuvre de Maurice Guillaume est imposante : 83 numéros d'opus (sans oublier les pièces sans numéro d'opus et les arrangements). 
Elle comprend des pièces pour orchestre, de la musique religieuse, des pièces pour piano, pour orgue, pour harpe, de la musique de chambre, des pièces instrumentales, des mélodies et des œuvres lyriques.

### Catalogue
Un catalogue complet de l'œuvre a été réalisé par le musicologue Stéphane Detournay, publié par l'Association Maurice Guillaume en 2006 (voir ci-dessous : bibliographie).

### Claviers

#### Piano
- Le retour du printemps, sans op. (1914)
- Reine des fleurs, sans op. (1914)
- Marche, sans op. (1914)

- Nocturne, sans op. (1915)
- L'hirondelle, sans op. (1915)
- Délivrance. Grande marche, sans op. (1915)
- Marche indienne, sans op. (1915)
- Soirée d'hiver, sans op. (1915)
- Petite Suite : jeux d'enfants, sans op. (1916?)
- Petite étude sur les doubles notes, sans op. (1918)
- Caprice, op. 3A (1921)
- Petits souvenirs, op. 3B (1922-23)
- Trois pièces, op. 3C (1924)
- Prélude, op.16 (1935)
- Petite mère console sa poupée, op. 17 (1935)
- Rondo, op. 20 (1936)
- Sonate en fa dièse, op. 38 (1945)
- Sonate en sol, op. 48 (1950)
- Carillon, op. 56 (1955)
- La danse de Maïté, op. 82 (1963?)

#### Piano à quatre mains
- Eglogue, op. 5B (1927)

#### Harmonium
- Adoration, op.11 n°2B (1933)

#### Piano et harmonium
- Invocation à César Franck, op. 14A (1934)

#### Orgue

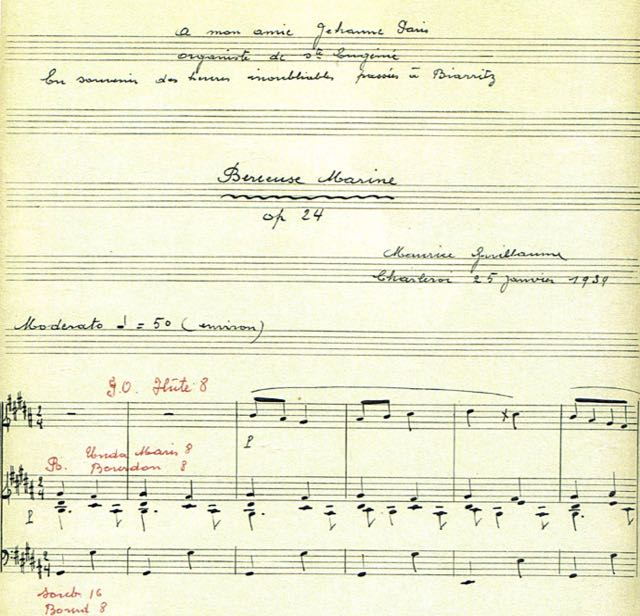
Manuscrit de la Berceuse Marine op. 24

- Manuscrit de la Berceuse Marine op. 24Graduels et Offertoires, sans op. (1916)

- Nocturne, op. 2 (1919)

- Choral varié sur "Alma Redemptoris Mater", sans op. (1922)

- Choral : "Ich Danke Dir für Deinen Tod", sans op. (1922)

- Fugue (1923)

- Prière, op. 5A (1925)

- Dominante sol, pour l'office, sans op. (1927)

- Première Symphonie, op. 6 (1929)

- Prière du matin, op. 11 n°2A (1933)

- Berceuse marine, op. 24 (1939)

- Hommage à César Franck, op. 25 (1939)

- In simplicitate cordis mei, op. 34 n°2 (1942)

- Deux pièces d'orgue pour la Fête-Dieu, op.36 (1944)

- Suite Pascale, op. 54 (1954)

### Instruments solistes
- Rondo scherzevole, sans op., pour accordéon (sans date)

- Sonatine, op. 41, pour harpe (1947)
- Bluette, op. 47, pour harpe (1949)
- Toccata, op. 52, pour harpe (1952)

### Musique de chambre
- Papillon, sans op., pour clarinette (ou saxophone) et piano (1914)
- Mazy-Gembloux, aller-retour, sans op. pour piano et autre instrument (non précisé) (1914)
- Berceuse, op. 1, pour violon et piano (1918)
- Petite Suite, op. 10 A, pour alto et piano (1931-33)
- Aria, op. 10 A bis, pour violon et piano (sans date)
- Légende, op. 10 B, pour violoncelle et piano (ou petit orchestre) (non daté)
- Élégie, op. 9, pour deux violons, violoncelle, contrebasse et piano (1932)
- Sonate en si bémol, op. 11 n°1, pour violon et piano (1933)
- Suite, op. 12, pour violon et harpe (ou piano) (1934)
- Quatre pièces pour violon et violoncelle, op. 18 (1936)
- Capriccietto, Canzona et Saltarello, op. 23, pour clarinette et piano (1938)
- Quatuor à cordes en mi, op. 29 (1940)
- Trio en ut majeur, op. 34 n°1, pour violon, violoncelle et piano (1942)
- Canzona et ostinalo, op. 42, pour violon et piano (1947)
- Souvenir, op. 51, pour clarinette (ou hautbois) et piano (1951)
- Fantaisie, op. 49, pour violon et piano (1952)
- Pastorale, op. 60, pour clarinette et piano (1955)
- Recitativo et andantino, op. 80, pour saxophone et piano (1960)

### Orchestre (ou Harmonie)
- La fête au village, ouverture pour orchestre (à cordes) et piano, sans op. (1914)
- Cortège, op. 57, pour harmonie ou petit orchestre (1928)
- Ouverture de concert en fa dièse, op. 14 B, pour orchestre (symphonique) (1935)
- Marche officielle de la P.C.A., op. 50 pour harmonie (1958)
- Lauda Sion, sans op., pour harmonie (non daté)

### Mélodies

#### Avec piano

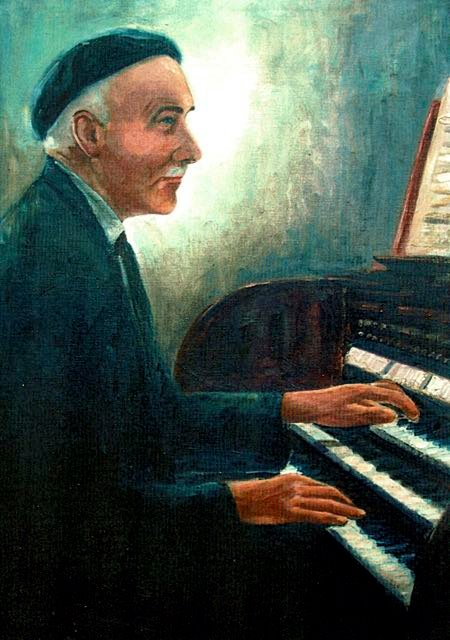
Maurice Guillaume à l'orgue. Peinture d'Andrée Igot (1972).

- Maurice Guillaume à l'orgue. Peinture d'Andrée Igot (1972).Souvenir de Grand-Mère (à deux voix), op. 30 B (1919-1941); (à une voix), op. 30 B bis (1919-1941)
- Avril, op. A A (1925)
- Chanson de l'Adieu, op. 7 (1929)
- Berceuse ardenaise, op. 19 (1936)
- Deux ancolies, op. 26 (1939)
- Quand je viendrai m'asseoir dans le vent..., op. 27 (1939)
- L'insidieuse nuit, op. 28 (1939)
- Offrande, op. 31 (1942)
- La fleur de mes rêves, op. 3 (1942)
- L'Amitié, op. 33 (1942)
- Puisqu'il m'a dit de ne rien craindre, op. 35 (1942)
- Paraphrase de l'Ave Maria, op. 43 (1948)
- Berceuse, op. 45 (1948)
- Marche du Collège, sans op. (1951)
- Chant du Collège, sans op. (1952)
- Loverval à Mater Spei, op. 81 (1963)
- Le Crucifix (A), sans op. (non daté)
- Vaders Wiegelied, sans op. (non daté)

#### Avec orgue
- Ave Maria, sans op. (1925)
- Cantique nuptial (à deux voix), op. 40 (1946)
- Le Crucifix (B), sans op. (non daté)

### Chœurs (soli), Motets, Messes

#### Avec orgue
- O Salutaris, motet pour chœur à 2 voix et orgue, sans op., (1915)
- Messe de Noël, pour chœur à trois voix égales et orgue, op. 1B (1919); pour chœur à 4 voix mixtes et orgue, op. 1 B bis (1919)

- Messe en ré bémol, pour soli, chœur et orgue, op. 8 bis (1926-1930)
- Missa in honorem Baetae Mariae Virginis, pour chœur à 2 voix égales et orgue, op. 21 A (1937); pour chœur à 4 voix égales et orgue, op 21 B (1917); pour chœur à 4 voix mixtes et orgue, op 21 C (1917)

- Missa "Dona nobis pacem", pour chœur à 2 voix égales et orgue, op. 30 A bis (1941)
- Cantique d'action de grâces, pour chœur à 4 voix mixtes (et orgue), op. 37 (1945)
- Messe en l'honneur de Notre-Dame de Grâces, pour chœur à 4 voix mixtes et orgue, op. 39 (1945-46); pour chœur à l'unisson et orgue, op. 39 bis (1945-46)

- Messe en l'honneur de Saint-Ignace, pour chœur à 3 voix égales et orgue, op. 44 (1948); pour chœur à l'unisson, op. 44 (1948).

- Messe "Seigneur prends pitié, pour chœur à 4 voix mixtes et orgue, op. 83 (1966); pour chœur à 2 voix mixtes et orgue, op. 83 bis (1966); pour chœur à l'unisson et orgue, op. 83 ter (1996)

#### Avec orgue et orchestre
- Messe en ré bémol, pour soli, chœur, orchestre et orgue, op. 8 (1926-1930)
- Missa "Dona nobis pacem", pour chœur à 2 voix égales, orchestre et orgue, op. 30 A bis (1941)

#### Avec orchestre
- Missa in honorem Baetae Mariae Virginis, pour chœur à 2 voix égales et orchestre, op. 21 A bis (1937); op. 21 B bis, pour chœur à 4 voix égales et orchestre) op. 21 C bis, pour chœur à 4 voix mixtes et orchestre.

#### Avec piano
- Cantate jubilaire, pour chœur à 3 vois et piano, op. 58 (1956)

### Scènes lyriques
- La grande clairière, Mystère en quatre actes pour soli, chœur et orchestre, op. 22 (1937); pour soli, chœur et piano (à quatre mains), op. 22 bis (1937).
- Au fil du temps, fantaisie musicale pour soli, chœur et orchestre, op. 46 (1948), pour soli, chœur et piano op. 46 bis (1948).

### Arrangements
Maurice Guillaume a réalisé de nombreux arrangements de pièces d'autres compositeurs. La liste détaillée est reprise dans le Catalogue de l'œuvre musicale de Maurice Guillaume (1899-1984).

## Enregistrements

### Maurice Guillaume à l'orgue
Maurice Guillaume n'a rien enregistré pour le disque. Quelques enregistrements privés ont néanmoins été réalisés par le musicien à l'orgue de l'église Saints-Pierre-et-Paul à Châtelet, entre les années 1970 et 1980. À côté d'œuvres de L. N. Clérambault, F. Couperin, J.-S. Bach, J. Brahms, C. Tournemire, E. Bonnal et C.-R. Roland, il interprète quatre de ses pièces : 
1. Dominante sol (sans op.)
2. Berceuse marine op. 24
3. Hommage à César Franck op. 25 (I-III-IV)
4. Suite Pascale op. 54 (I-II-III-IV)

### Disque vinyle
- Dominique Bodson, Œuvres pour orgue de compositeurs wallons, Musique en Wallonie, disque 33 t., 1979. 0100-126.

1. Berceuse marine op. 24

### CD
- John Scott Whiteley, The english cathedral series XV, Regent, 2007. (réf) 275[8].

1. Berceuse marine op. 24

- Jean-Philippe Merckaert, Maurice Guillaume, œuvres pour orgue, Wavre, Le chant de Linos, 2008. CL0819[9].

1. Hommage à César Franck op. 25 (I-II-III-IV)
2. Deux pièces pour la Fête-Dieu op. 36 (Interlude, Postlude)
3. Suite Pascale op. 54 (I-II-III-IV)

## Hommage
En hommage au compositeur, l'Académie de Musique de Châtelet (où il a enseigné) a pris le nom de : Conservatoire de Musique et des Arts Parlés « Maurice Guillaume».

## Distinction
- Chevalier de l'ordre de Léopold

### Monographie
- Stéphane Detournay : Catalogue de l'œuvre musicale de Maurice Guillaume (1899-1983), publié par l'Association Maurice Guillaume ASBL, 2006.  (ISBN 2-9600624-0-X et 9782960062403).

### Articles
- Jules Charbonnel : Maurice Guillaume s'en est allé, in : revue L'Organiste, UWO, 15e année, 1983-II.
- Stéphane Detournay : Maurice Guillaume ou la force de l'humilité, livret accompagnant le CD Maurice Guillaume, œuvres pour orgue, Jean-Philippe Merckaert, Wavre, Le chant de Linos, 2008.
- Stéphane Detournay : Maurice Guillaume, in : Le Courrier de Saint-Grégoire n°95, revue de l'AMG, 2020-21/VIII.
- Pascal Matagne : Maurice Guillaume, in : revue Servir, 46e année, 1999-I.
- Pascal Matagne : Maurice Guillaume (1899-1983), Journal (1915 à 1918); Dernières lettres (1979-1980), in : revue L'Organiste, n° 197, UWO, 50e année, 2018-1.
- Claude-Robert Roland : Maurice Guillaume : un grand artiste de chez nous, in : revue Musique Vivante, 1975-I.
- Claude-Robert Roland : Maurice Guillaume compositeur, in : revue L'Organiste, UWO, 15e année, 1983-IV.

### Citations
Maurice Guillaume est cité dans les ouvrages et articles suivants :
- Julia De Clerck : "La musique à l'église", in La Musique in Wallonie et à Bruxelles (ouvr. coll.), tome I, Bruxelles, La Renaissance du Livre, 1982.
- Stéphane Detournay : Saint-Grégoire : un anniversaire et une histoire (première partie), in : Le Courrier de Saint-Grégoire n°6, revue de l'AMG, 2017-2018/I.
- Stéphane Detournay : Le Chanoine Abel Delzenne, in : Le Courrier de Saint-Grégoire n°91, revue de l'AMG, 2020-21/IV.
- Thierry Levaux : Dictionnaire des compositeurs de Belgique du Moyen Âge à nos jours, Ohain-Lasne, Art in Belgium, 2006.
- John Scott Whiteley : Joseph Jongen and His Organ Music, Coll. The complete organ n°2, New York, Pendragon Press, 1997.